# Tolve
Tolve (lucà: Tólvə) és un municipi italià, situat a la regió de Basilicata i a la província de Potenza. Ocupa una superfície de 128,69 quilòmetre quadrat i tenia 2,952 habitants a l'1 gener 2023.

## Demografia
| 1r gener 2017 | 1r gener 2018 | 1r gener 2023 |
| 3.240         | 3.190         | 2.952         |

## Administració
| Dates mandat | Nom de l'alcalde/ssa | Causa finalització |
| ------------ | -------------------- | ------------------ |